# Химис
Химис — город в Индии в 40 км юго-восточнее Леха в Ладакхе, известен благодаря монастырю Химис-Гомпа, построенному в 1672 году царём Сенге Нампаром Гьялва. В июле в Химисе бывают туристы, так как проводится интересный фестиваль. Рядом одноимённый национальный парк, котором можно встретить ирбиса. Национальный парк создан в 1981 году. Это единственный высокогорный национальный парк в стране.

## Монастырь Химис
Известно, что гомпа на этом месте существовала уже в XI веке. Наропа, ученик йогина Тилопы и учитель великого переводчика Марпы, связан с этим монастырём. Биография Наропы называет его основателем монастыря.